# Ariya Jutanugarn
Ariya Jutanugarn (23 november 1995) is een golfster uit Thailand.

## Amateur
De elfjarige Ariya was in oktober 2007 de jongste speelster die ooit aan een internationaal golftoernooi meedeed. Zij kwalificeerde zich voor de Honda LPGA Thailand. Tijdens het toernooi was haar dertienjarige zuster Moriya haar caddie. Het record van de jongste speler stond eerst op naam van Michelle Wie.
Tweemaal kwalificeerde Ariya zich voor het US Women's Open en tweemaal was ze de beste amateur in het Kraft Nabisco Championship.
In 2012 gaf de LPGA haar geen toestemming om naar de Amerikaanse Tourschool te gaan omdat daarvoor de minimumleeftijd van 18 jaar geldt. Ariya was toen nummer 2 op de wereldranglijst.

### Gewonnen
Onder meer:
- 2011: US Girls’ Junior

## Professional
Ariya speelt sinds 2013 op de Europese Tour (LET) en haalde in Australië meteen de 2de plaats bij de Volvik RACV Ladies Masters, die in februari werd gespeeld. Winnares was Karrie Webb, die de trofee voor de 8ste keer ontving. Eind maart won de Lalla Meryem Cup.

### Gewonnen
LPGA Tour
- 2013: Lalla Meryem Cup
- 2016: Women's British Open
- 2018: U.S. Women's Open